# Joe Dean (calciatore)
Joe Dean (Manchester, 4 aprile 1939) è un ex calciatore inglese, di ruolo portiere.

## Carriera
Si forma nel Bolton, entrando a fare parte della prima squadra a partire dal 1955, giocando con il suo club cinque stagioni nella massima serie inglese. Con la sua squadra ottiene come miglior piazzamento il quarto posto nella First Division 1958-1959 e con cui vince la FA Cup 1957-1958 e soprattutto la FA Charity Shield 1958, ove gioca da titolare la vittoriosa partita contro il Wolverhampton.
Dal 1962 al 1970 gioca nel Carlisle Utd. Con il club di Carlisle dopo essere retrocesso in quarta serie al termine della Third Division 1962-1963, ottenendo l'immediato ritorno in terza serie al termine del campionato seguente. Con il suo club vince la Third Division 1964-1965, ottenendo la promozione in cadetteria. Con il club della Cumbria gioca cinque stagioni nella serie cadetta inglese, ottenendo come miglior piazzamento il terzo posto nella Second Division 1966-1967 e raggiunge le semifinali della Football League Cup 1969-1970.
Nell'estate 1968 si trasferisce negli Stati Uniti d'America per giocare nel Los Angeles Wolves, società militante nella neonata NASL. Con i Wolves ottenne il terzo posto della Pacific Division, piazzamento insufficiente per ottenere l'accesso alla fase finale della North American Soccer League 1968.
Lasciato il Carlisle United passa in forza al Barrow, club con cui disputa due stagioni nella quarta serie inglese.

## Palmarès
- Coppa d'Inghilterra: 1

Bolton: 1957-1958
- Charity Shield: 1

Bolton: 1958
- Third Division: 1

Carlisle United: 1964-1965